# 492

## Decese
- 1 martie: Papa Felix al III-lea  (n. 440)